# Tabanus bovinus
Il tafano (Tabanus bovinus, Linnaeus, 1758), conosciuto anche come estro o assillo (da qui espressioni come estro poetico o assillante), è un insetto dittero della famiglia dei Tabanidi.

## Descrizione

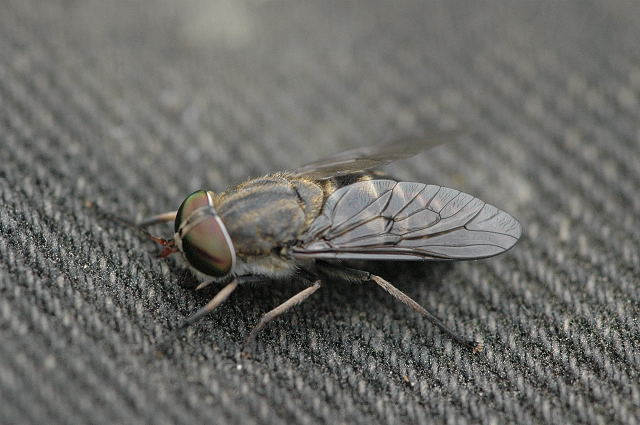
Un esemplare femmina

È simile ad una grossa mosca, più tozzo e grande (fino a 2,5 cm), di colore grigio giallognolo e con grandi occhi.

## Biologia
Le femmine sono ematofaghe, si nutrono cioè del sangue degli animali, mentre i maschi sono fitofagi (si nutrono di linfa e succhi vegetali di fiori). 
La sua puntura è dolorosa e causa gonfiore e prurito perché l'apparato è piuttosto grande e ferisce anche dei nervi. Può succhiare fino 0,2 ml di sangue e può anche pungere attraverso i vestiti.
Le femmine dopo aver compiuto il pasto di sangue producono ammassi formati da centinaia di uova di colore grigiastro lunghe fino a 2 mm che vengono deposte sulla vegetazione o sui sassi in zone umide o fangose. Le uova schiudono entro i 10 giorni e da esse fuoriescono delle larve, poco differenziate e di forma cilindrica che cadono nel fango o nell'acqua. Queste lunghe fino a 6 cm, sono riconoscibili per la testa piccola e retrattile e per la struttura dell'ultimo segmento contenente gli organi di Graber con funzione sensoriale. Le larve hanno movimenti lenti e si cibano degradando la sostanza organica comprese le larve di altri tabanidi. In condizioni normali lo sviluppo larvale avviene in 3 mesi, ma in caso di ibernazione può richiedere fino a 3 anni. Le larve mature si impupano affondate parzialmente nel fango o nel terreno e gli adulti emergono dopo circa 2 settimane. In condizioni temperate gli adulti poi muoiono in autunno e nella primavera successiva sono sostituiti da una nuova generazione.

## Habitat
Il tafano vive soprattutto all'ombra: su pascoli, prati, boschi e stalle, dove può trovare gli animali del cui sangue si ciba, da maggio ad agosto. È particolarmente attivo nei giorni afosi con elevato tasso di umidità.